# Bartonien
| Systeem Periode                            | Serie Tijdvak | Etage Tijdsnede | Ouderdom (Ma) |
| ------------------------------------------ | ------------- | --------------- | ------------- |
| Neogeen                                    | Mioceen       | Aquitanien      | jonger        |
| Paleogeen                                  | Oligoceen     | Chattien        | 23,03–28,1    |
| Paleogeen                                  | Oligoceen     | Rupelien        | 28,1–33,9     |
| Paleogeen                                  | Eoceen        | Priabonien      | 33,9–38,0     |
| Paleogeen                                  | Eoceen        | Bartonien       | 38,0–41,3     |
| Paleogeen                                  | Eoceen        | Lutetien        | 41,3–47,8     |
| Paleogeen                                  | Eoceen        | Ypresien        | 47,8–56,0     |
| Paleogeen                                  | Paleoceen     | Thanetien       | 56,0–59,2     |
| Paleogeen                                  | Paleoceen     | Selandien       | 59,2–61,6     |
| Paleogeen                                  | Paleoceen     | Danien          | 61,6–66,0     |
| Krijt                                      | Boven         | Maastrichtien   | ouder         |
| Indeling van het Paleogeen volgens de ICS. |               |                 |               |

Het Bartonien (Vlaanderen: Bartoniaan) is in de geologische tijdschaal een tijdsnede (of in de chronostratigrafie een etage) in het Eoceen. Het Bartonien duurde van 41,3 tot 38,0 Ma. Het komt na het Lutetien en na het Bartonien komt het Priabonien.

## Naamgeving en definitie
Het Bartonien werd ingevoerd door Karl Mayer-Eymar in 1857 en is genoemd naar de Barton Beds bij Barton-on-Sea (tegenwoordig een stadsdeel van New Milton in Hampshire, Engeland). De oorspronkelijke typelocatie ligt in de buurt van Highcliffe (Zuid Engeland) ontsloten. Er was in 2007 nog geen golden spike voor het Bartonien aangewezen.
De basis van het Bartonien wordt gedefinieerd door het verdwijnen van de nannoplanktonsoort Reticulofenestra reticulata. De basis van het Priabonien ligt bij het eerste voorkomen van de nannoplanktonsoort Chiasmolithus oamaruensis.